# Municipio de Little Coharie
El municipio de Little Coharie (en inglés: Little Coharie Township) es un municipio ubicado en el  condado de Sampson en el estado estadounidense de Carolina del Norte. En el año 2010 tenía una población de 6.215 habitantes.

## Geografía
El municipio de Little Coharie se encuentra ubicado en las coordenadas 34°57′56.61″N 78°30′40.03″O / 34.9657250, -78.5111194.